# Ferdinand (Idaho)
Ferdinand é uma cidade localizada no estado americano de Idaho, no Condado de Idaho.

## Demografia
Segundo o censo americano de 2000, a sua população era de 145 habitantes.
Em 2006, foi estimada uma população de 147, um aumento de 2 (1.4%).

## Geografia
De acordo com o United States Census Bureau tem uma área de
0,4 km², dos quais 0,4 km² cobertos por terra e 0,0 km² cobertos por água.

## Localidades na vizinhança
O diagrama seguinte representa as localidades num raio de 32 km ao redor de Ferdinand.